# Chaudière Yarrow
Les chaudières Yarrow sont une catégorie importante de chaudières à tubes d'eau à haute pression. Elles ont été développées par Yarrow & Co. (Londres), Shipbuilders and Engineers, et ont été largement utilisées sur les navires, notamment les navires de guerre.

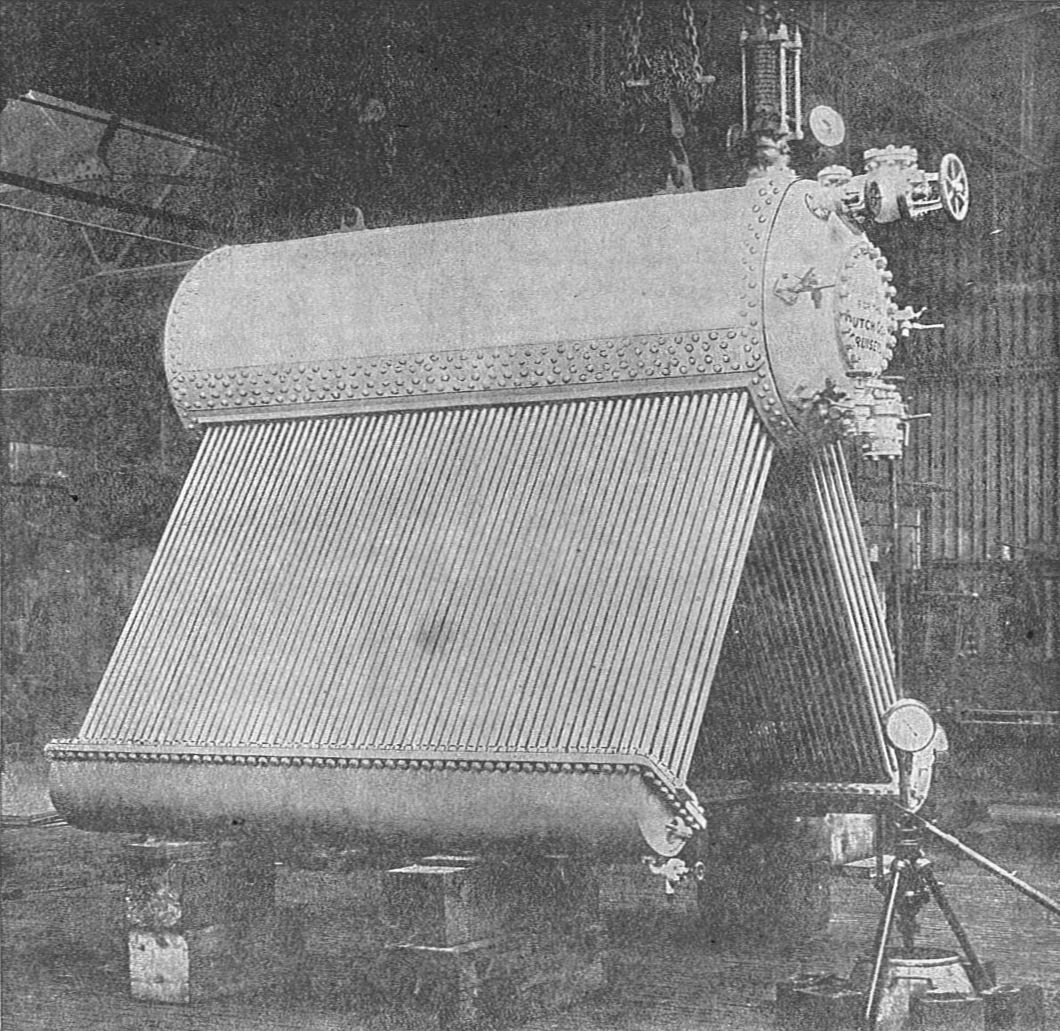
Chaudière Yarrow, avec le conduit de fumée et l'enveloppe extérieure enlevés.

La conception de la chaudière Yarrow est caractéristique de la chaudière à trois tambours : deux rangées de tubes d'eau droits sont disposées en une rangée triangulaire avec un seul foyer entre elles. Un seul tambour à vapeur est monté au sommet entre eux, avec des tambours à eau plus petits à la base de chaque rangée. La circulation, tant vers le haut que vers le bas, se fait à l'intérieur de cette même rangée de tubes. Les caractéristiques distinctives de l'Yarrow étaient l'utilisation de tubes droits et la circulation dans les deux sens qui s'effectuait entièrement à l'intérieur du banc de tubes, plutôt que d'utiliser des downcomers externes,,

## Les premières chaudières à tubes d'eau
L'utilisation précoce de la chaudière à tubes d'eau au sein de la Royal Navy a parfois été controversée, donnant lieu à la " bataille des chaudières " autour de 1900. Ces premières chaudières, telles que les Belleville et les Niclausse, étaient des modèles à gros tubes, avec de simples tubes droits d'environ 4 pouces (102 mm) de diamètre, formant un angle faible avec l'horizontale. À l'époque, on supposait que la dilatation thermique de ces tubes droits sollicitait les joints. Ces chaudières étaient également volumineuses et, bien qu'elles aient été installées sur de nombreux cuirassés pré-dreadnought, elles ne pouvaient pas être montées sur les petits torpilleurs et les premiers destroyers alors en développement très actif.
Afin de fournir une chaudière plus légère pour les petits navires, les types "Express" ont été développés. Ils utilisaient des tubes d'eau plus petits, d'un diamètre d'environ 2 pouces (50,8 mm) , ce qui donnait un meilleur rapport entre la surface de chauffe et le volume (et le poids). La plupart de ces chaudières étaient de type à trois tambours, en particulier les modèles Du Temple et Normand, ce qui donnait une disposition plus verticale des tubes d'eau, favorisant ainsi la circulation du thermosiphon dans ces tubes étroits. Les problèmes antérieurs de dilatation des tubes étaient encore une préoccupation théorique et donc les tubes étaient soit courbés, soit même convolutés en épingles à cheveux et en forme de S, de façon à augmenter la surface de chauffe. Dans la pratique, ces formes ont donné lieu à deux autres problèmes pratiques : la difficulté de nettoyer les tubes et la difficulté de former un joint fiable dans les fûts d'eau, en particulier lorsque les tubes entraient dans le fût à des angles différents.

## La chaudière à tubes d'eau de Yarrow

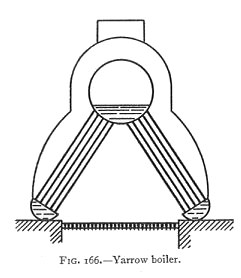

Alfred Yarrow a développé sa chaudière en réponse à d'autres qui avaient déjà mis au point des chaudières à tubes d'eau. Il s'agissait d'un long processus basé sur l'expérimentation théorique plutôt que sur l'évolution de chaudières pratiques. Les travaux ont commencé en 1877 et la première chaudière commerciale n'a été livrée que 10 ans plus tard pour un torpilleur de 1887
Malgré cette longue gestation, les origines de la chaudière semblent avoir été des plus directes. La conversation initiale de Yarrow avec William Crush, chef du département des chaudières, est enregistrée comme ayant comporté une approche plutôt directe et les déclarations de Yarrow, "Nous devons nous réveiller au sujet des chaudières à tubes d'eau", "Pourquoi pas une chaudière comme celle-ci ?" (en plaçant ses doigts l'un contre l'autre comme s'il priait), et "Des tubes droits ?" exprimaient déjà deux des trois principes de base de la conception de la chaudière

## Tubes droits
Les premiers concepteurs de tubes d'eau étaient préoccupés par l'expansion des tubes de la chaudière lorsqu'ils étaient chauffés. Des efforts ont été faits pour leur permettre de se dilater librement, en particulier pour que les tubes les plus proches du foyer se dilatent relativement plus que les tubes plus éloignés. Pour ce faire, on disposait généralement les tubes en grandes courbes, comme pour la chaudière Thornycroft. Celles-ci présentaient des difficultés de fabrication et nécessitaient une assistance à l'utilisation.
Yarrow a reconnu que la température d'un tube rempli d'eau était maintenue à un niveau relativement bas et qu'elle était constante d'un tube à l'autre, à condition qu'ils restent remplis d'eau et que l'ébullition ne soit pas autorisée dans les tubes eux-mêmes. Les températures élevées et les variations n'apparaissaient que lorsque les tubes étaient remplis de vapeur, ce qui perturbait également la circulation.
Sa conclusion était donc que les tubes à eau droits étaient acceptables, et présentaient des avantages évidents pour la fabrication et le nettoyage en service
Il était difficile d'obtenir des tubes capables de résister aux pressions croissantes des chaudières et la plupart des fabricants avaient déjà rencontré des problèmes avec les soudures des tubes. Un avantage moins évident des tubes droits était qu'ils pouvaient utiliser les tubes étirés sans soudure nouvellement développés qui étaient maintenant produits pour la fabrication de bicyclettes.

## Les expériences de circulation de Yarrow

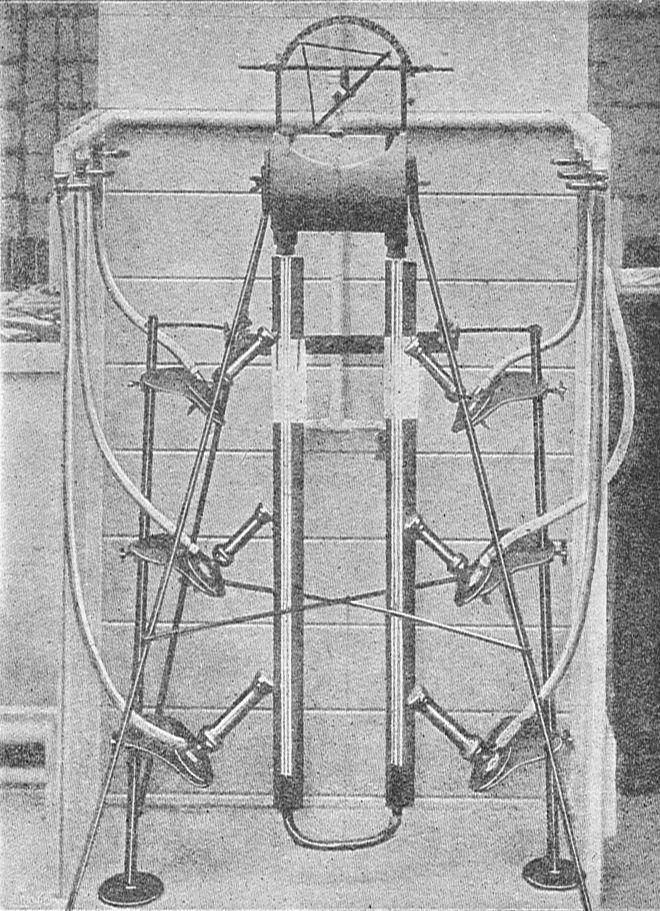
Expérience de circulation dans le tube en U de Yarrow

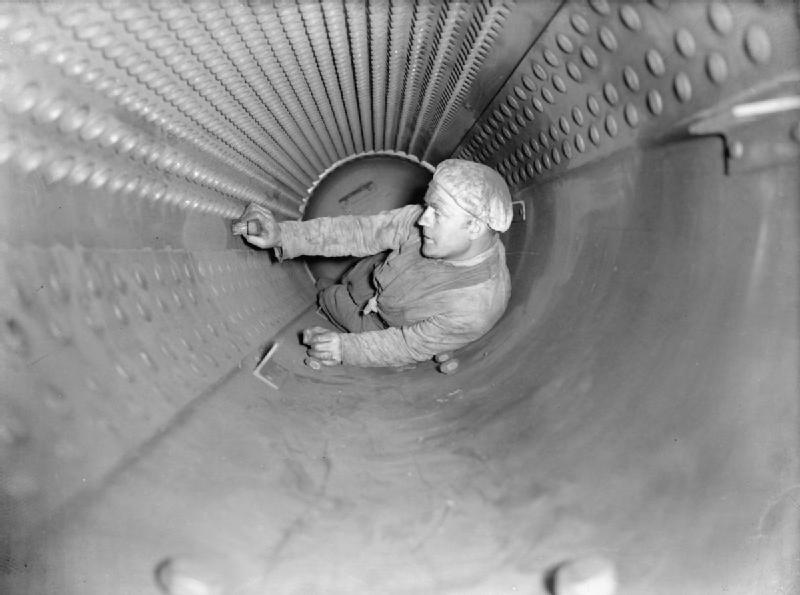
Nettoyage d'une chaudière Yarrow

Il était déjà reconnu qu'une chaudière à tubes d'eau dépendait d'un flux continu à travers les tubes d'eau, et que cela devait se faire par un effet de thermosiphon plutôt que de nécessiter une pompe.
Les tubes d'eau chauffés étaient constitués d'un grand nombre de tubes de petit diamètre montés entre de grands tambours: les tambours à eau en dessous et les tambours à vapeur au-dessus. Les études de Fairbairn avaient déjà montré l'importance du diamètre des tubes et comment les tubes de petit diamètre pouvaient facilement supporter des pressions bien plus élevées que les tubes de grand diamètre. Les tambours pouvaient résister à la pression grâce à leur construction robuste. Les trous d'homme qui y étaient fixés permettaient une inspection interne régulière.
L'hypothèse était que le flux à travers les tubes d'eau serait ascendant, en raison de leur chauffage par le four, et que le flux descendant compensatoire nécessiterait des downcomers (gros tuyaux externes dans de nombreuses chaudières à tubes d'eau, transportant l'eau froide non chauffée du tambour à vapeur vers le tambour à eau comme partie du circuit de circulation.) externes non chauffés. Dans la plupart des modèles de tubes d'eau, il s'agissait de quelques tuyaux externes de grand diamètre reliant le tambour à vapeur au tambour à eau. Ces tuyaux de grand diamètre posaient donc un problème de fiabilité en raison de leur rigidité et des forces qu'ils subissaient.
Alfred Yarrow a mené une expérience célèbre au cours de laquelle il a réfuté cette hypothèse,. Les sources ne sont pas claires quant à savoir s'il a découvert cela au cours de l'expérience ou s'il a mené l'expérience simplement pour démontrer une théorie qu'il avait déjà.
Un tube vertical en forme de U était disposé de manière à pouvoir être chauffé par une série de brûleurs Bunsen de chaque côté. Un simple débitmètre indiquait la direction et l'intensité approximative de tout écoulement à travers le réservoir situé au sommet reliant les deux bras du U.
Lorsqu'un seul côté du U était chauffé, il y avait le flux ascendant attendu de l'eau chauffée dans ce bras du tube.
Lorsque la chaleur était également appliquée au bras non chauffé, la théorie conventionnelle prédisait que le flux circulatoire ralentirait ou s'arrêterait complètement. Dans la pratique, le flux a en fait augmenté. À condition qu'il y ait une certaine asymétrie dans le chauffage, l'expérience de Yarrow a montré que la circulation pouvait se poursuivre et que le chauffage du bras inférieur plus froid pouvait même augmenter ce flux.
Yarrow a ensuite répété l'expérience, d'abord avec le tube en U à un angle faible par rapport à l'horizontale, puis avec l'ensemble du système sous pression. Les résultats étaient les mêmes et la circulation était maintenue.
La chaudière Yarrow pouvait donc se passer de downcomers externes séparés. La circulation se faisait entièrement dans les tubes d'eau chauffés, vers le haut dans ceux qui étaient les plus proches du foyer et vers le bas dans ceux qui se trouvaient dans les rangées extérieures de la banque.

## Description

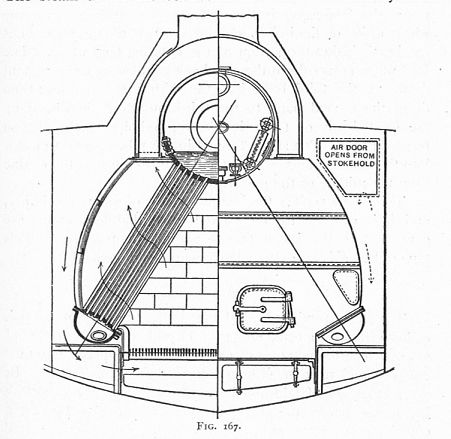
Demi-section terminale d'une chaudière, montrant le fourneau et le conduit de fumée.

La chaudière de production de Yarrow avait un design simple et distinctif qui est resté largement inchangé par la suite. Trois tambours étaient disposés en triangle : un seul grand tambour à vapeur en haut et deux tambours à eau plus petits en bas. Ils étaient reliés à chaque tambour à eau par des tubes d'eau droits disposés sur plusieurs rangées.
Le chaudière était placé dans l'espace entre les rangées de tubes. Les premières chaudières étaient alimentées manuellement au charbon, puis au fioul. La chaudière était enfermée dans une enveloppe étanche en acier, revêtue de briques réfractaires. Les parois d'extrémité de cette enveloppe, revêtues de briques, abritaient les portes de foyer ou les quarts de brûleurs à mazout, mais n'avaient pas de surface de chauffe. Le conduit d'admission de la chaudière se trouvait au centre et en haut de l'enveloppe, les gaz d'échappement passant autour du tambour à vapeur. Pour réduire la corrosion des gaz de combustion sur le tambour, celui-ci était parfois enveloppé d'une simple enveloppe déflectrice. Habituellement, la partie inférieure des tambours à eau était exposée à l'extérieur de l'enveloppe, mais seules les extrémités du tambour à vapeur émergeaient. Le niveau d'eau se situait à environ un tiers du diamètre du tambour à vapeur, ce qui était suffisant pour couvrir les extrémités des tubes d'eau immergés.
Le poids de la chaudière reposait sur les tambours à eau, et donc sur les supports du pont du foyer. Le tambour à vapeur n'était soutenu que par les tubes d'eau et pouvait se déplacer librement, avec la dilatation thermique. En cas de surchauffe, les éléments de surchauffe étaient suspendus à ce tambour. Par rapport aux chaudières "écossaises" et aux chaudières de locomotives, les chaudières à tubes d'eau, avec leurs volumes d'eau réduits, étaient considérées comme légères et ne nécessitaient pas de supports importants.

## Évolution ultérieure de la conception

### Tambours d'eau

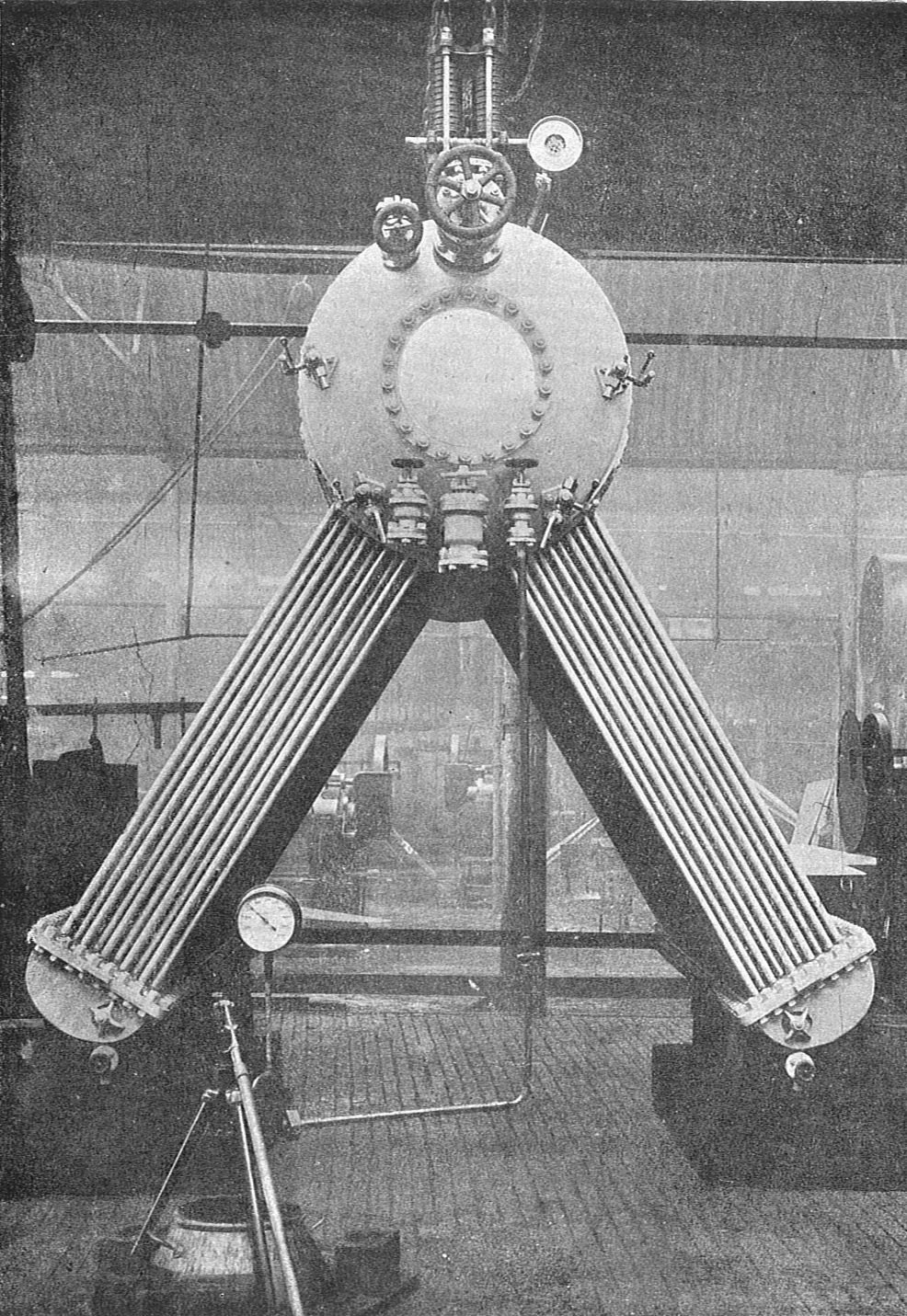
Première chaudière Yarrow, montrant les bacs à eau en forme de D

Les premiers tambours à eau ou "auges" de Yarrow étaient en forme de D avec une plaque tubulaire plate, afin de faciliter le montage des tubes. La plaque tubulaire était boulonnée à l'auge et pouvait être démontée pour la maintenance et le nettoyage des tubes.
Cette forme en D n'est cependant pas idéale pour un tambour sous pression, car la pression aura tendance à le déformer en une section plus circulaire. L'expérience des explosions de chaudières avait montré que les angles internes aigus à l'intérieur des chaudières étaient également susceptibles d'être érodés par le rainurage.
Les chaudières ultérieures utilisaient une section plus arrondie, malgré la difficulté d'insérer et de sceller les extrémités des tubes lorsqu'elles n'étaient plus perpendiculaires. Ces fûts plus tardifs étaient dotés d'un trou d'homme aux extrémités pour y accéder.

### Downcomers
La circulation dans une chaudière Yarrow dépendait d'une différence de température entre les rangées de tubes internes et externes d'un banc, et particulièrement des taux d'ébullition. Bien que cela soit facile à maintenir à de faibles puissances, une chaudière Yarrow à plus haute pression aura tendance à avoir moins de différence de température et donc une circulation moins efficace. Cet effet peut être contrecarré en fournissant des descentes externes, en dehors de la zone chauffée du conduit de fumée.
Bien que la plupart des chaudières Yarrow n'aient pas besoin de downcomers, certaines en étaient équipées

### Chaudières à double extrémité
La première chaudière à double extrémité a été construite en 1905 pour le gouvernement espagnol. La conception était déjà bien adaptée pour être alimentée par les deux extrémités et on a découvert que les chaudières à double extrémité étaient légèrement plus efficaces à l'usage.
Le chantier naval de Yarrow a toujours été limité dans la taille des navires qu'il pouvait construire. Bon nombre de ses chaudières étaient destinées à des navires de guerre plus grands et Yarrow les fournissait en tant que composants aux chantiers navals disposant de cales plus grandes.

## Surchauffeurs

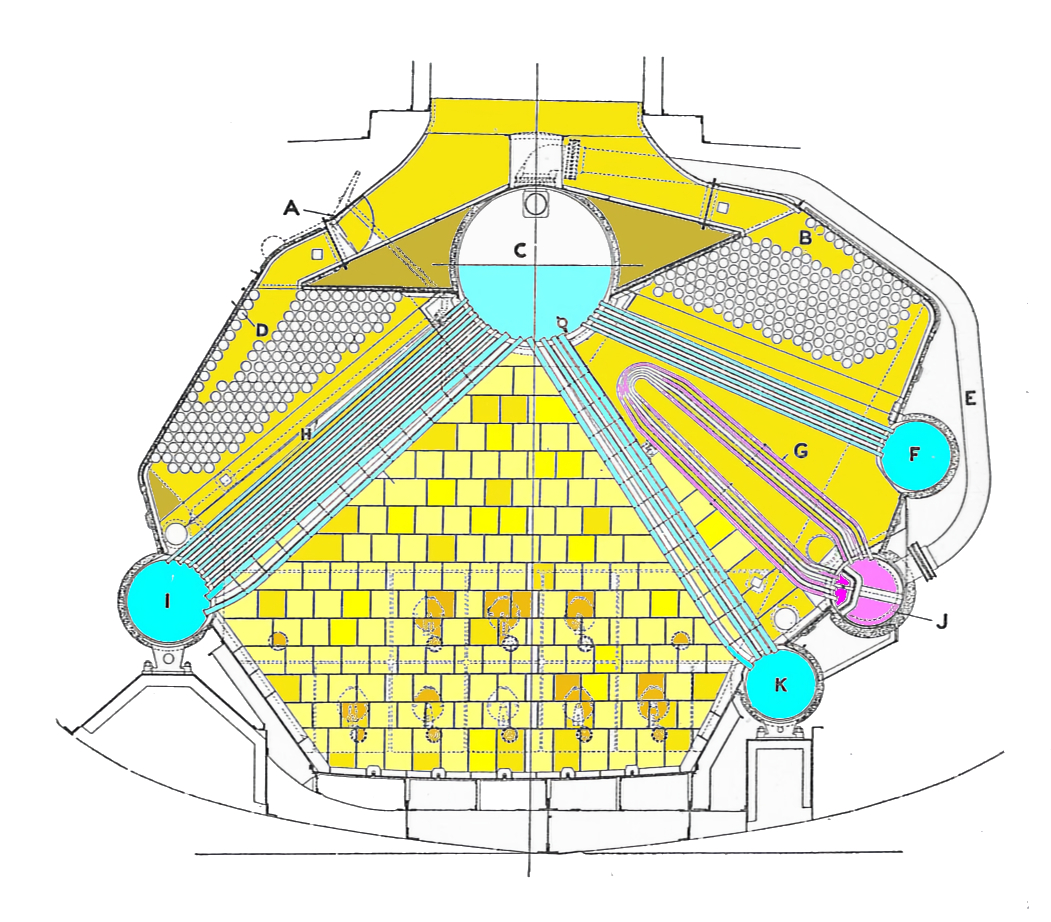
Chaudière Yarrow asymétrique à double flux, avec surchauffeur.

Les premières chaudières Yarrow n'étaient pas surchauffées, mais avec l'introduction des turbines à vapeur, il y avait une demande pour des températures de vapeur de plus en plus élevées.

### Chaudières asymétriques
Le surchauffeur Yarrow était constitué de tubes en épingle à cheveux, parallèles aux tubes du générateur de vapeur existant. Une rangée de tubes de générateur était séparée en deux, avec des tambours d'eau inférieurs individuels. Le surchauffeur était placé dans l'espace formé entre ceux-ci, les deux extrémités de ses tubes étant reliées à un seul tambour collecteur de surchauffeur, et un déflecteur interne permettant de séparer la vapeur humide de la vapeur sèche.
Un effet secondaire du surchauffeur était d'augmenter le différentiel de température entre les tubes internes et externes du banc, favorisant ainsi la circulation. Les deux tambours d'eau étaient souvent reliés par des downcomers non chauffés, pour permettre cette circulation entre les tambours. Cet effet a été encouragé plus tard dans la chaudière Admiralty, où les tubes d'un banc ont été courbés pour laisser de la place à un surchauffeur, tout en conservant un seul tambour à eau.

### Flux contrôlé
Un seul surchauffeur a toujours été installé, sur un seul côté de la chaudière. Les chaudières les plus simples et les plus petites déplaçaient leur conduit d'échappement de ce côté, faisant passer tous les gaz d'échappement par le banc avec le surchauffeur. La chaudière désormais asymétrique pouvait faire passer tous ses gaz d'échappement par le côté surchauffé comme le type à simple flux. L'autre banc restait utilisé pour le chauffage purement radiatif, souvent avec moins de rangées de tubes.
La chaudière à double flux, quant à elle, permettait de faire passer la totalité des gaz par les deux côtés, bien qu'un seul d'entre eux contenait un surchauffeur. Un déflecteur contrôlable sur le côté non surchauffé pouvait être fermé pour augmenter le débit dans le surchauffeur. Ces chaudières incorporaient généralement des réchauffeurs d'eau d'alimentation supplémentaires dans le courant ascendant au-dessus de ces déflecteurs.

### Chaudière à trois tambours Admiralty
Un développement ultérieur de la Yarrow est la chaudière à trois tambours Admiralty, développée pour la Royal Navy entre les deux guerres,
Elle était largement similaire aux versions ultérieures, à haute pression et au fioul, de la Yarrow. Les tambours à eau étaient cylindriques et des downcomers étaient parfois, mais pas toujours, utilisés. La seule différence majeure concernait les bancs de tubes. Plutôt que des tubes droits, chaque tube était en grande partie droit, mais coudé vers leurs extrémités. Ils étaient installés en deux groupes à l'intérieur du banc, de sorte qu'ils formaient un espace entre eux à l'intérieur du banc. Les superchauffeurs étaient placés dans cet espace. L'avantage de placer les surchauffeurs à cet endroit était qu'ils augmentaient le différentiel de température entre les tubes intérieurs et extérieurs du banc, favorisant ainsi la circulation.

## Utilisation marine

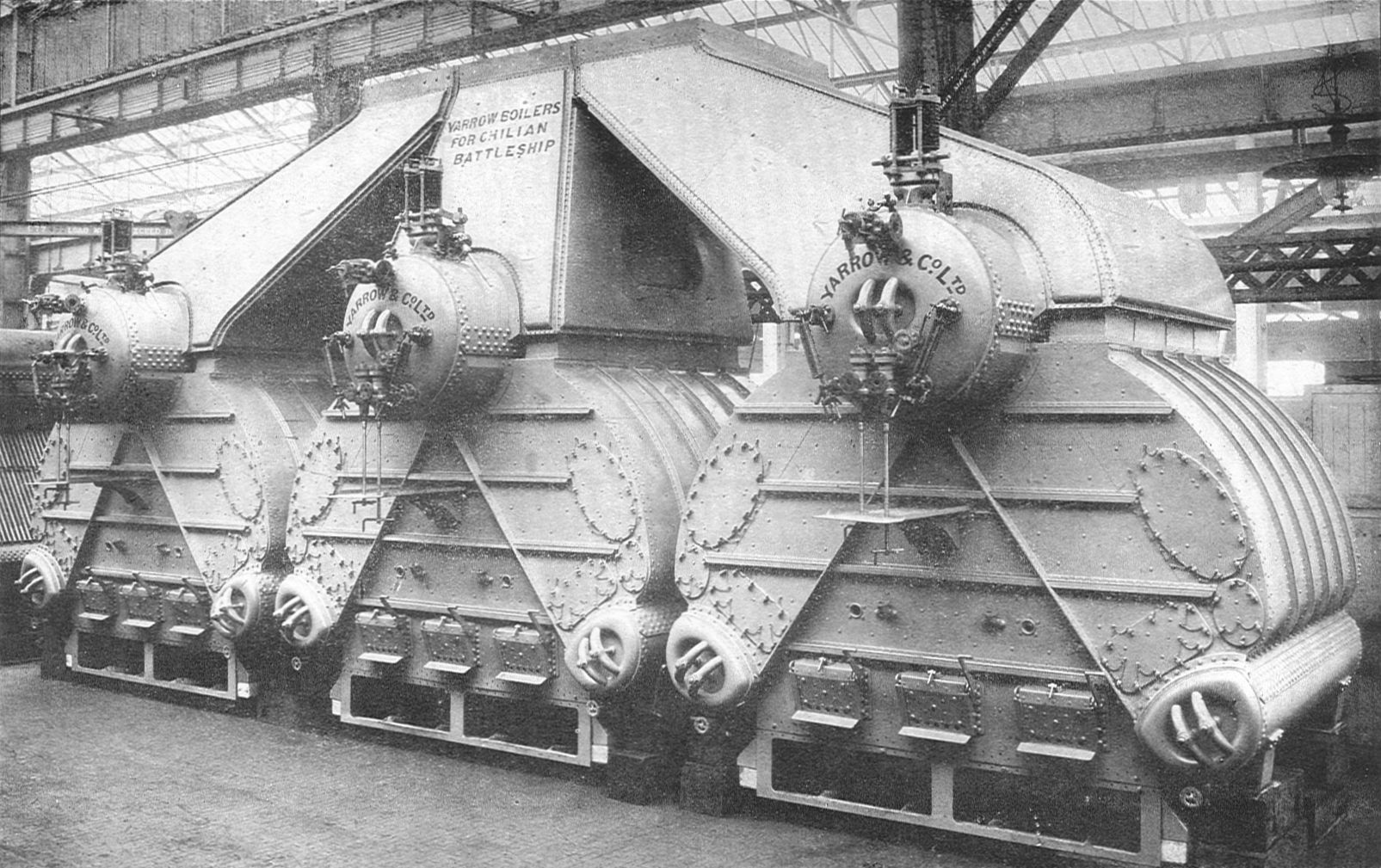
Triple groupe de chaudières pour un cuirassé chilien

Le HMS Havock (1893), un destroyer et navire de tête de la classe Havock, a été construit avec la forme alors courante de chaudière de locomotive, tandis que le HMS Hornet (1893) avec une chaudière Yarrow pour comparaison
Les premières chaudières Yarrow étaient destinées aux petits destroyers et remplissaient toute la largeur de la coque. Dans les premières classes, on utilisait trois chaudières disposées en tandem, chacune avec une cheminée séparé. Les ensembles ultérieurs fournis pour les navires capitaux utilisaient plusieurs chaudières et celles-ci étaient souvent regroupées en ensembles de trois, partageant une cheminée.

## Chaudières terrestres
En 1922, Harold Yarrow a décidé d'exploiter le boom croissant de la production d'électricité comme un marché pour les Yarrow pour construire des chaudières terrestresLes premières chaudières, à la centrale électrique de Dunston (Dunston Power Station) et à Brighton, étaient du même modèle marin. Comme pour leur succès naval, elles étaient reconnues pour avoir une grande surface de chauffe rayonnante et être rapides à élever la vapeur.
Les grandes turbines terrestres exigeant un rendement élevé et une surchauffe accrue, le modèle marin a été modifié pour devenir la chaudière terrestre distinctive Yarrow. Celle-ci devient asymétrique. Une aile a été élargie et a reçu la plupart du flux de gaz. Les bancs de tubes internes étaient conservés et recevaient la chaleur rayonnante du four, mais les gaz circulaient ensuite à travers l'un d'entre eux, sur un banc de surchauffe, puis à travers un troisième banc supplémentaire pour augmenter la chaleur extraite.
Les pressions de travail ont également augmenté. D'une pression de travail de 575 psi (40 bar) en 1927, une chaudière expérimentale fonctionnait à 1 200 psi (82 bar) en 1929.

## Moteur 10000
Une seule chaudière " Yarrow " a été utilisée dans une locomotive ferroviaire, la "Engine 10000" expérimentale de Nigel Gresley en 1924 pour la compagnie London and North Eastern Railway (LNER). Ayant observé les avantages des pressions plus élevées et des moteurs composés dans la pratique maritime, Gresley était désireux d'expérimenter cette approche dans une locomotive ferroviaire. Comme pour les chaudières terrestres, Harold Yarrow était désireux d'élargir le marché de la chaudière Yarrow.
La chaudière n'était pas le modèle habituel de Yarrow. Dans son fonctionnement, en particulier ses chemins de circulation, la chaudière avait plus de points communs avec d'autres conceptions à trois tambours telles que la Woolnough. Elle a également été décrite comme une évolution de la chambre de combustion à tubes d'eau Brotan-Deffner, la chambre de combustion étant étendue pour devenir la chaudière entière.

## Source
- (en) Cet article est partiellement ou en totalité issu de l’article de Wikipédia en anglais intitulé « Yarrow boiler » (voir la liste des auteurs).